# Thor (Fox Comics)
Thor è un personaggio immaginario protagonista di una omonima serie a fumetti pubblicata negli Stati Uniti d'America dalla Fox Comics.

## Storia editoriale
Quando la Marvel Comics fece esordire la serie a fumetti The Mighty Thor nel 1962, il personaggio rappresentò una novità nel mondo dei fumetti ma negli anni quaranta vi era stato in realtà un personaggio con caratteristiche simili pubblicato dalla Fox Comics. Un personaggio omonimo era già esordito nel primo numero della serie Fox's Weird Comics di aprile 1940; non è noto chi scrisse le storie del personaggio ma vennero disegnate tutte da Pierce Rice. Vennero pubblicate nei primi cinque numeri di Weird Comics ma non comparve mai sulla copertina di nessuno di essi. In Weird Comics n. 6 (settembre 1940) venne rimpiazzato da un altro personaggio chiamato "Dynamite" Thor.

## Personaggio
Grant Farrel era uno scienziato che lavorava a una rivoluzionaria invenzione.  Mentre faceva degli esperimenti, durante un temporale venne colpito da un fulmine che gli fornisce dei superpoteri (immensamente forte e capace di proiettare i suoi fulmini); decide quindi di adottare un'identità segreta per combattere la criminalità. Il fulmine che lo ha colpito non era casuale ma venne mandato dal dio Thor  che stava cercando un successore nel mondo moderno. Da questo momento, ogni volta che è in pericolo viene colpito da un fulmine che gli conferisce i poteri. Dopo la trasformazione aveva indosso solo un elmetto e un mantello.